# Japaratuba
Japaratuba est une ville brésilienne du nord-est de l'État du Sergipe.

## Géographie
Japaratuba se situe par une latitude de 10° 35′ 36″ sud et par une longitude de 36° 56′ 25″ ouest, à une altitude de 79 mètres.
Sa population était de 15 473 habitants au recensement de 2007. La municipalité s'étend sur 360 km2.
Elle est le principal centre urbain de la microrégion de Japaratuba, dans la mésorégion Est du Sergipe.